# Arauca (departement)
Arauca je departement na východě Kolumbie, v oblasti Orinoquía. Sousedí s Venezuelou (hranici tvoří stejnojmenná řeka Arauca) a departementy Vichada, Casanare a Boyacá. Do západní části departementu zasahuje pohoří Sierra Nevada del Cocuy (součást kolumbijské Východní Kordillery), východní část sestává především z aluviální nížiny s množstvím řek z povodí Orinoka. Metropolí regionu je Vill de Santa Bárbara de Arauca. Nachází se zde ropné pole (Caño Limón), které poskytují 30 % kolumbijského vývozu ropy. Dalším významným ekonomickým odvětvím je chov dobytka.

## Fotogalerie

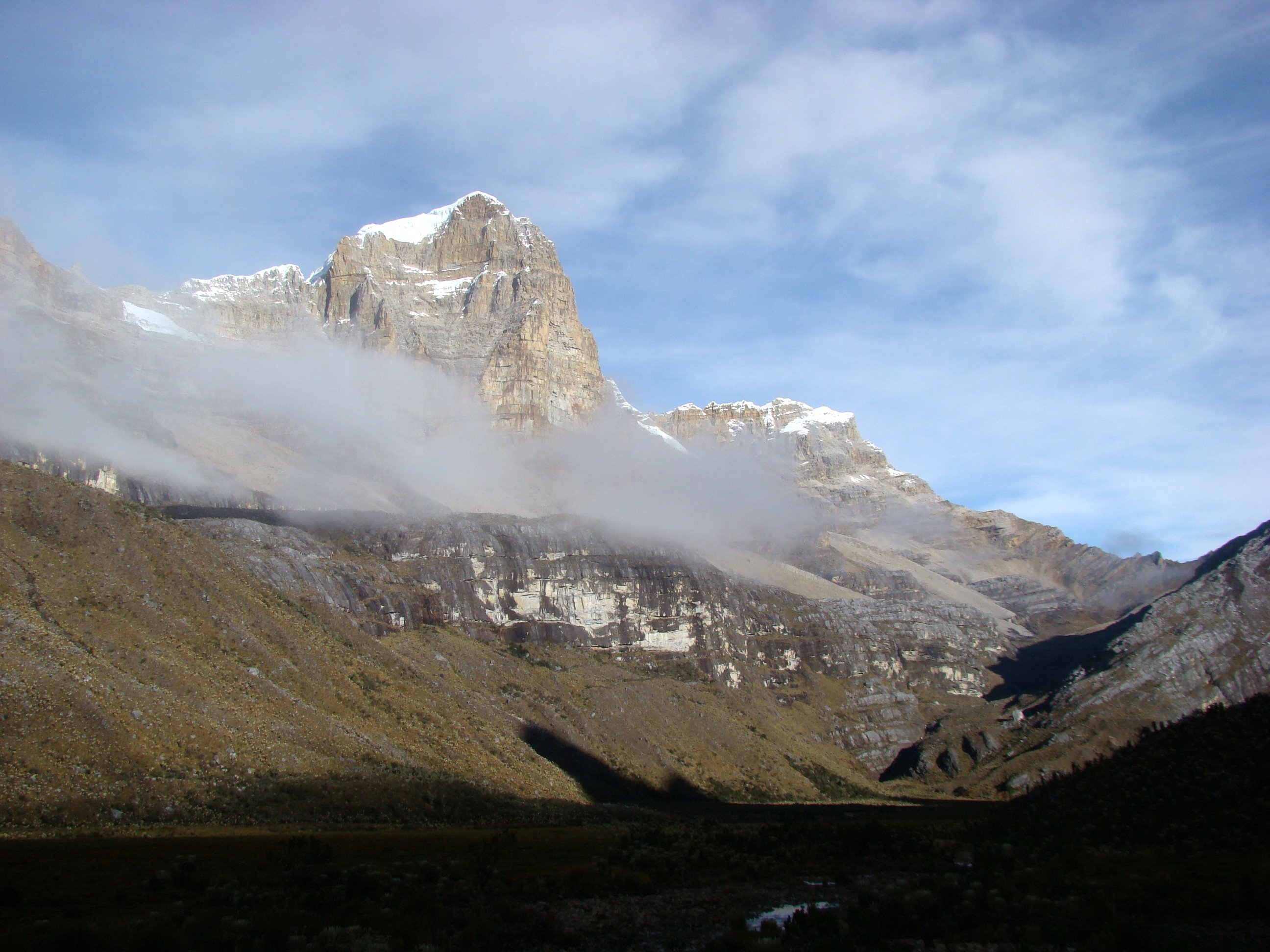
Sierra Nevada del Cocuy
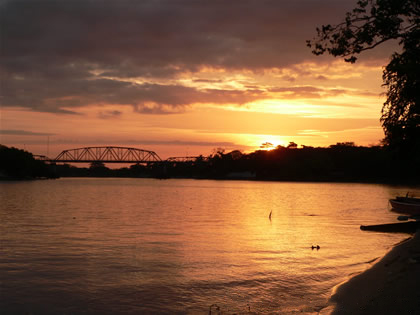
řeka Arauca
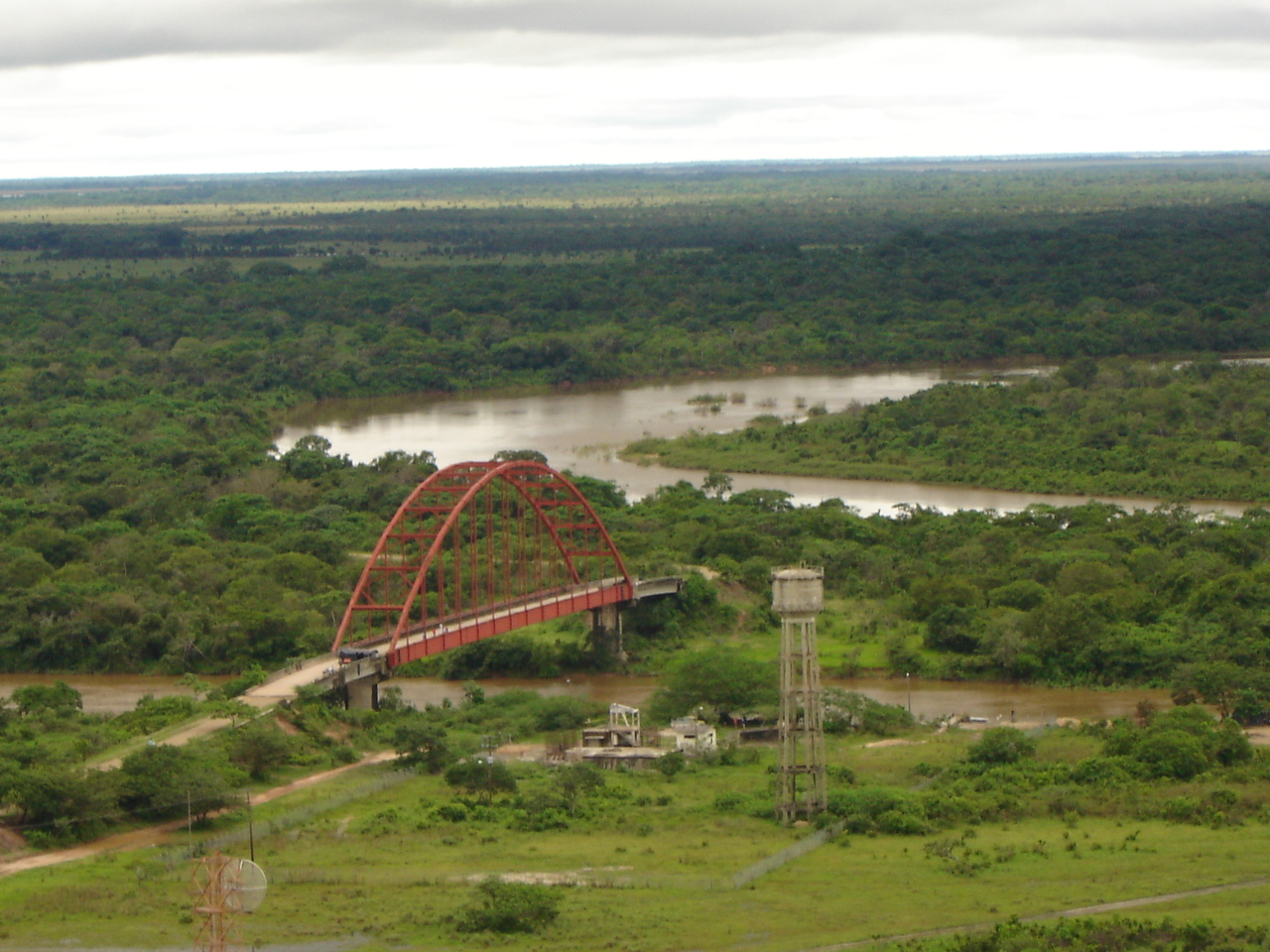
krajina orinocké nížiny
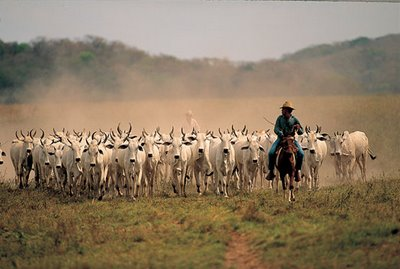
chov dobytka